# Basílica de Santa Maria de Vilafranca
La Basílica de Santa Maria de Vilafranca és un edifici religiós del municipi de Vilafranca del Penedès (Alt Penedès). Està situat a la Plaça de Jaume I, al centre del nucli medieval de la població. És una obra declarada Bé Cultural d'Interès Nacional.

## Descripció
És una església d'una sola nau coberta per volta de cinc trams de creueria i cinc capelles laterals per banda entre amples contraforts. L'absis és poligonal i presenta set panys amb contraforts interiors i campanar octogonal al darrere. La cripta es cobreix amb volta de creueria, les nerviacions de la qual estan sostingudes per dues claus de volta. L'accés al temple es fa per dues portes. L'antiga entrada principal, situada al carrer de Santa Maria, és d'arc de punt rodó i conserva restes de pintura que representen la Crucifixió. La segona porta correspon a la façana actual, d'estil neogòtic, que s'obre a la Plaça de Jaume I. Presenta una gran porta d'arc apuntat i al timpà hi ha un grup escultòric que representa la Coronació de la Verge. Per damunt de la rosassa el coronament és a doble vessant amb arcs cecs i petites torres laterals.

### Altar major
A l'altar major hi ha un crucifix d'ivori policrom del segle xviii. Presenta el cos de Crist arquejat cap a l'esquerra, potser degut a la forma de la peça d'ivori, i de forma arrodonida, amb les cames juntes i els peus creuats. El cap, amb els cabells llargs, està decantat cap a l'esquerra i endarrere i resta molt per sota dels braços aixecats. Estil amanerat. La creu és moderna, de plata.
També hi ha un esmalt del Sant Sopar del segle xx. És un esmalt sobre metall policrom, amb l'escena religiosa que representa el Sant Sopar. Totes les figures ocupen completament l'espai i estan disposades simètricament entorn d'una central, el Crist. Totes les figures porten túnica i estan dretes menys les dues més properes a la central, que estan agenollades enfront de la taula, sobre la qual hi ha disposat el pa i el vi. És un figurativisme realista esquematitzat.

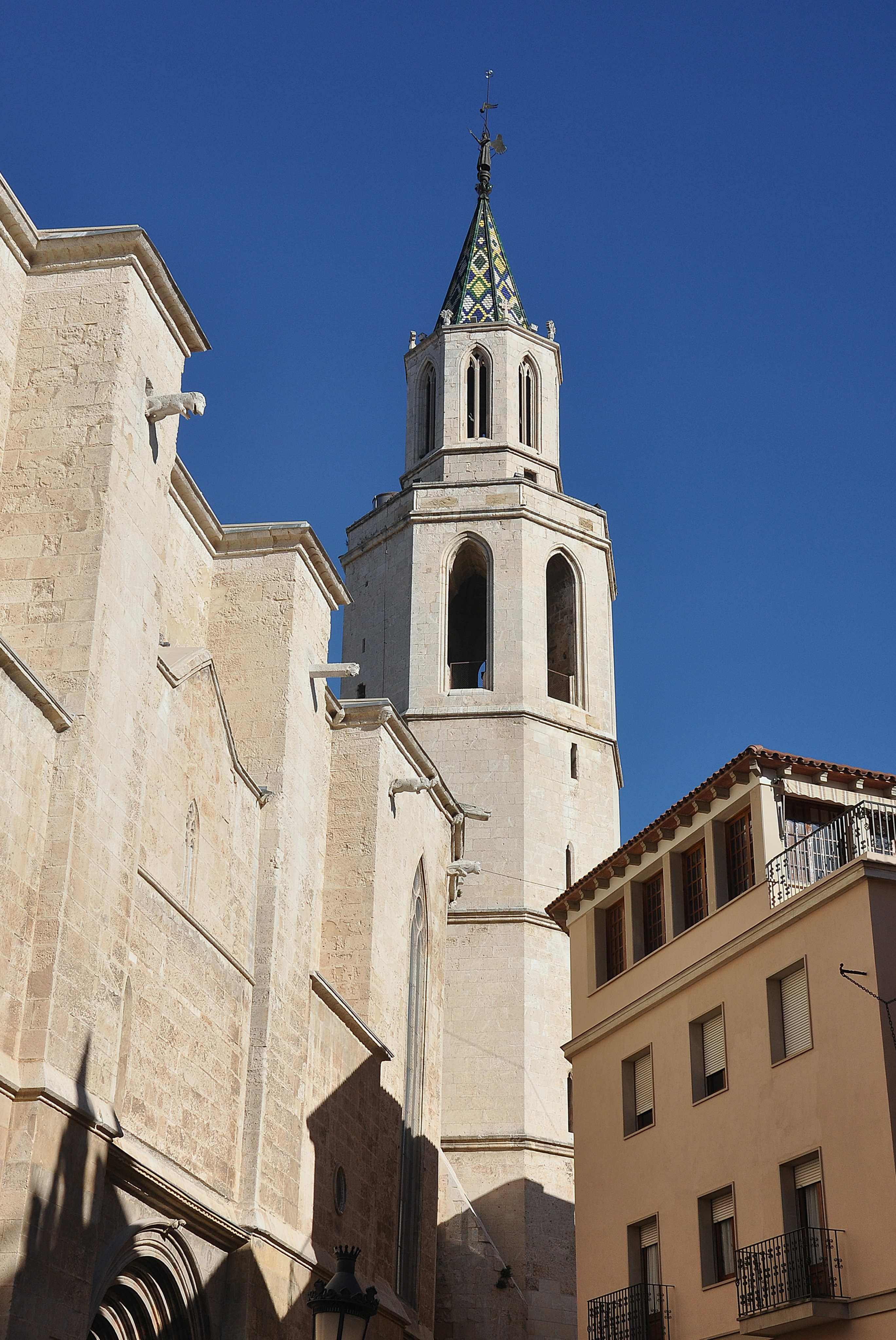
Campanar i façana sud
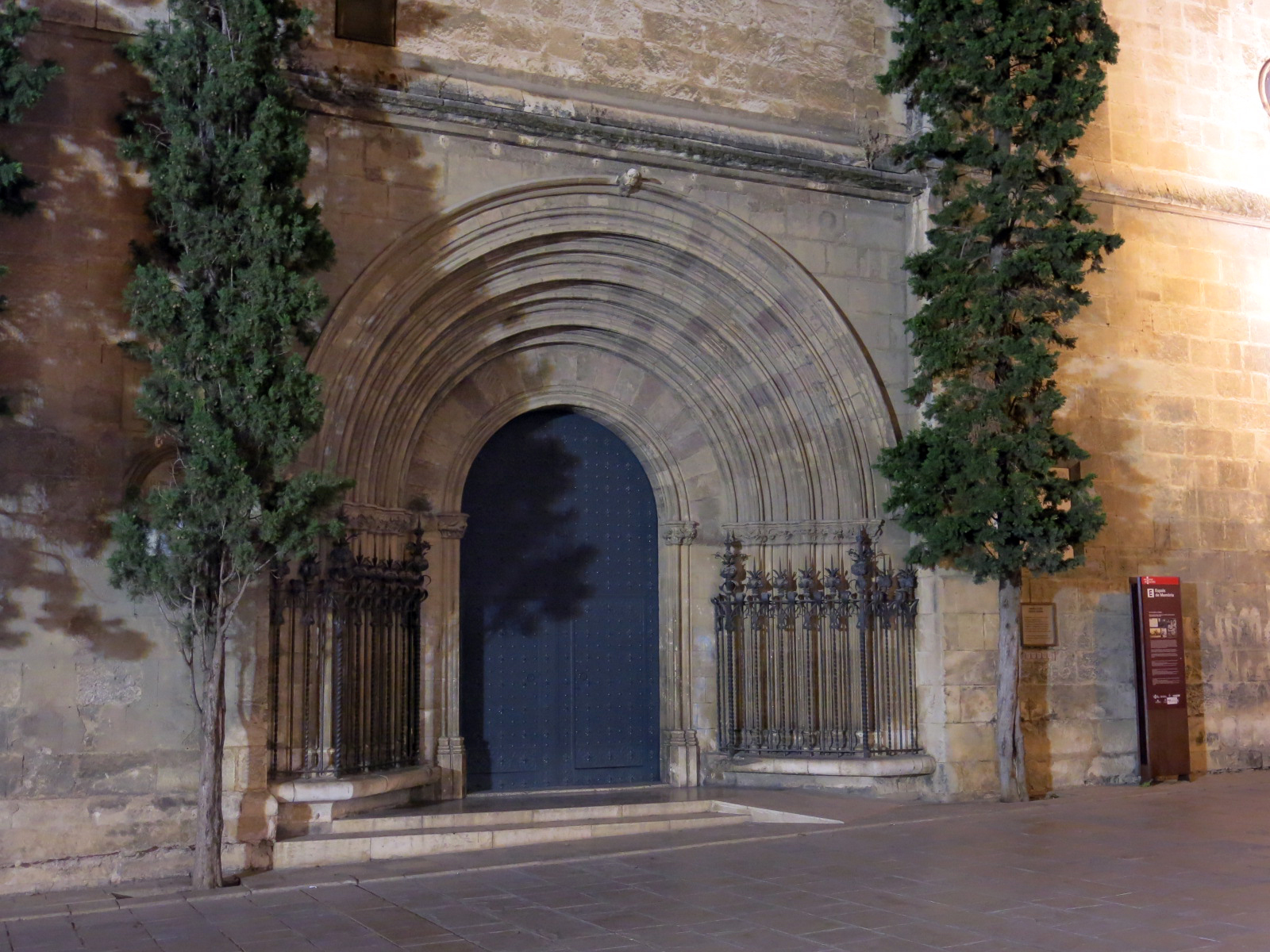
Portal sud, antic accés principal a la catedral
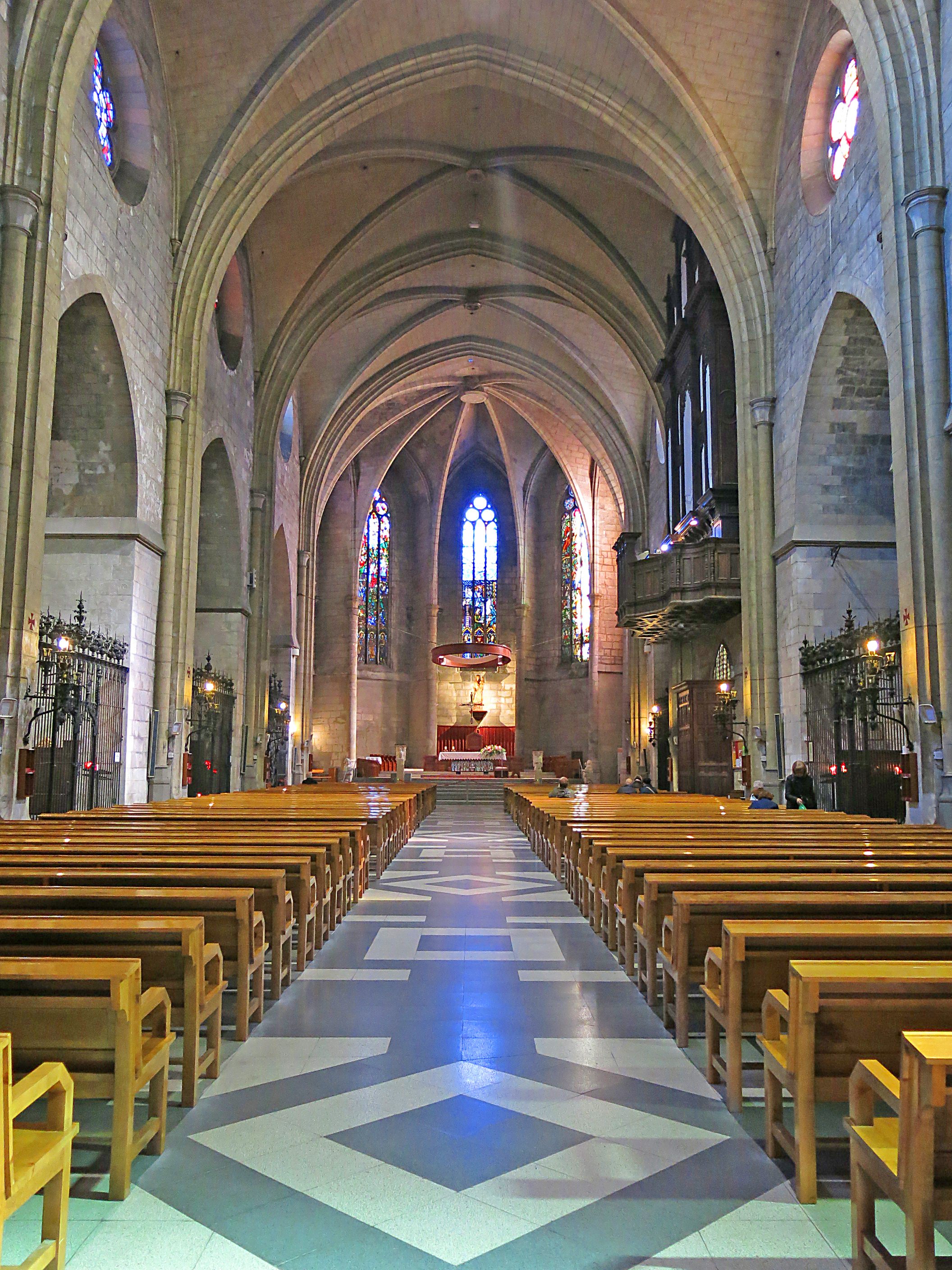
Interior de la nau
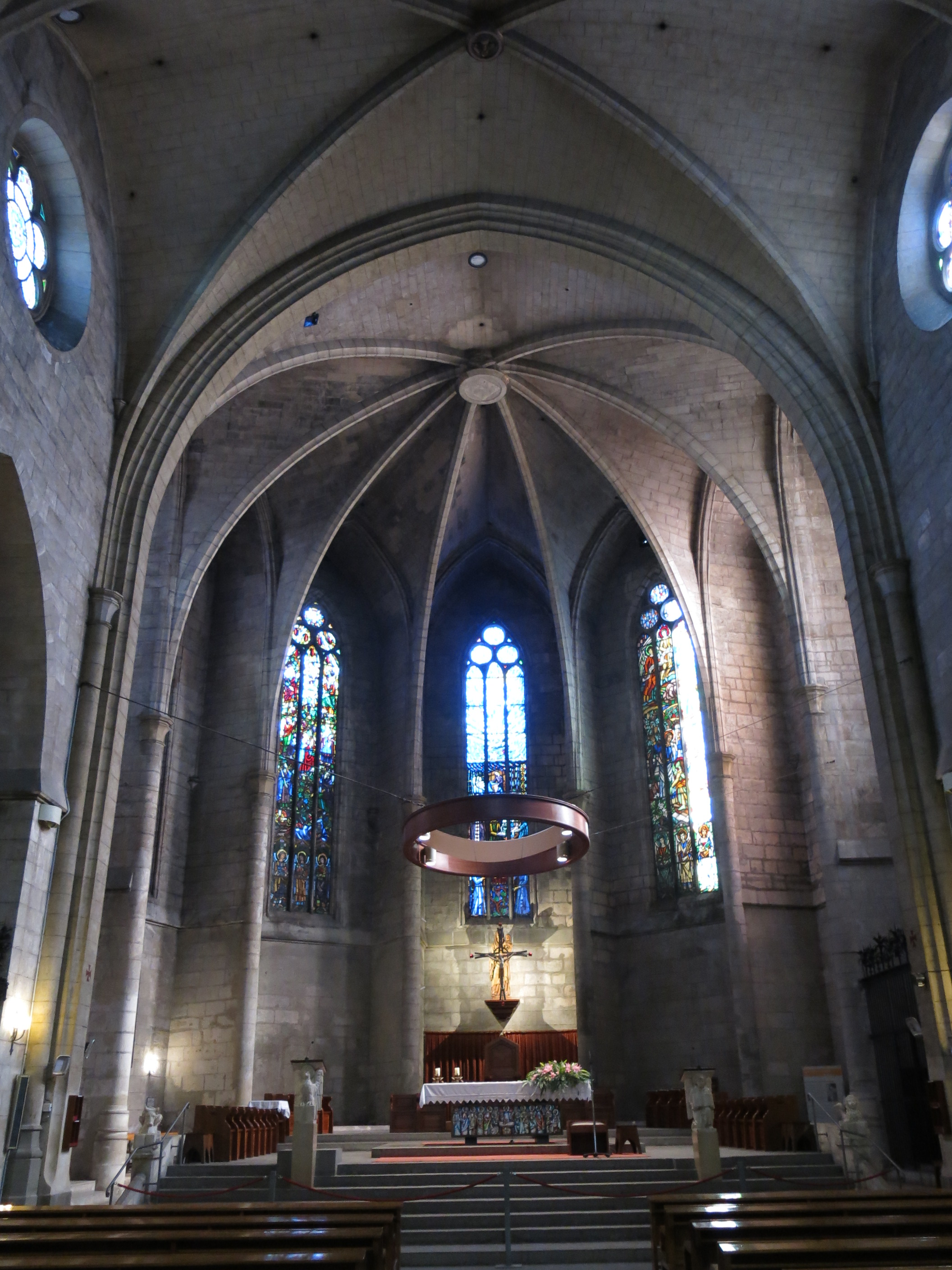
Presbiteri i absis
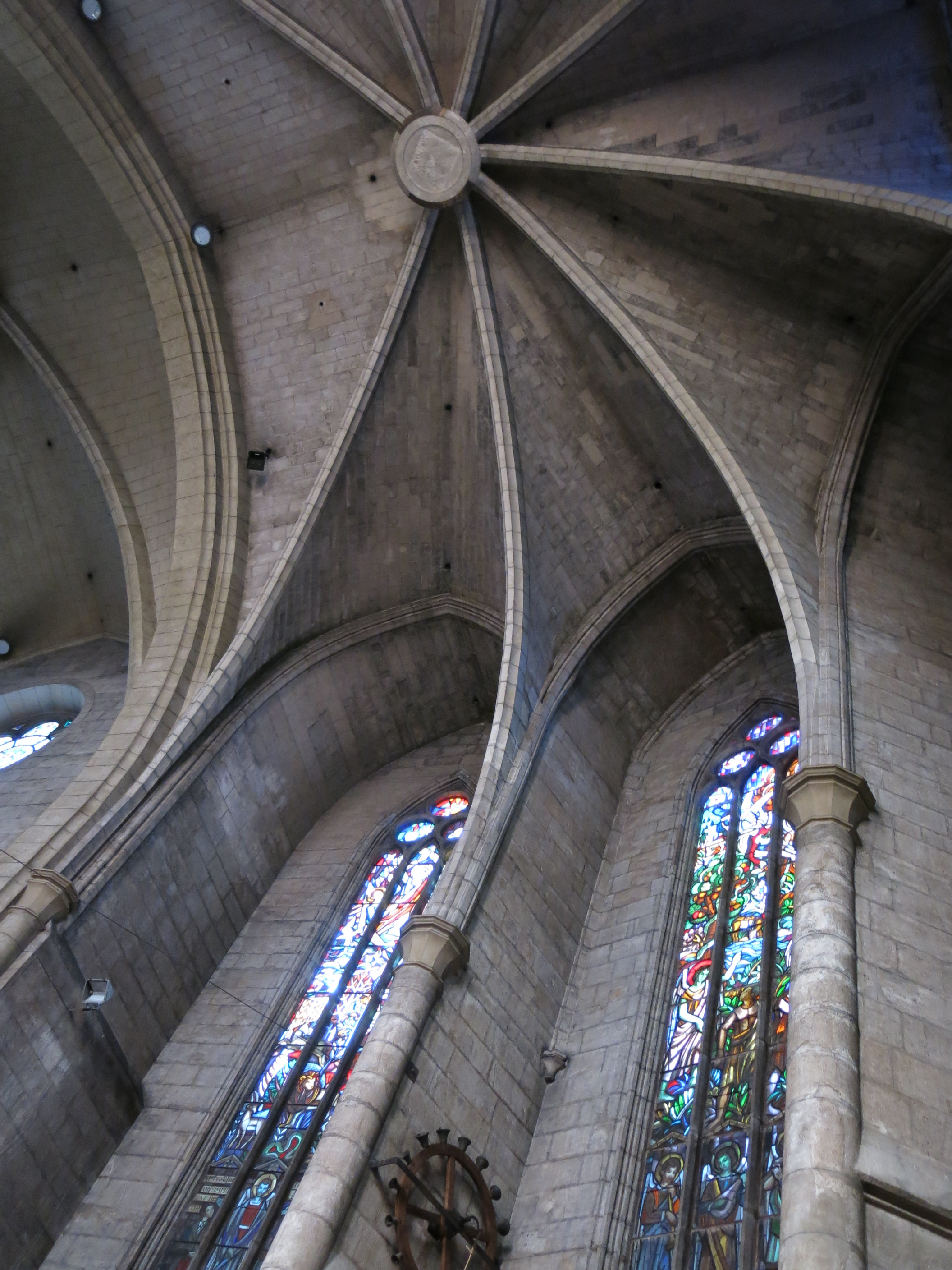
Vitralls i volta de l'absis
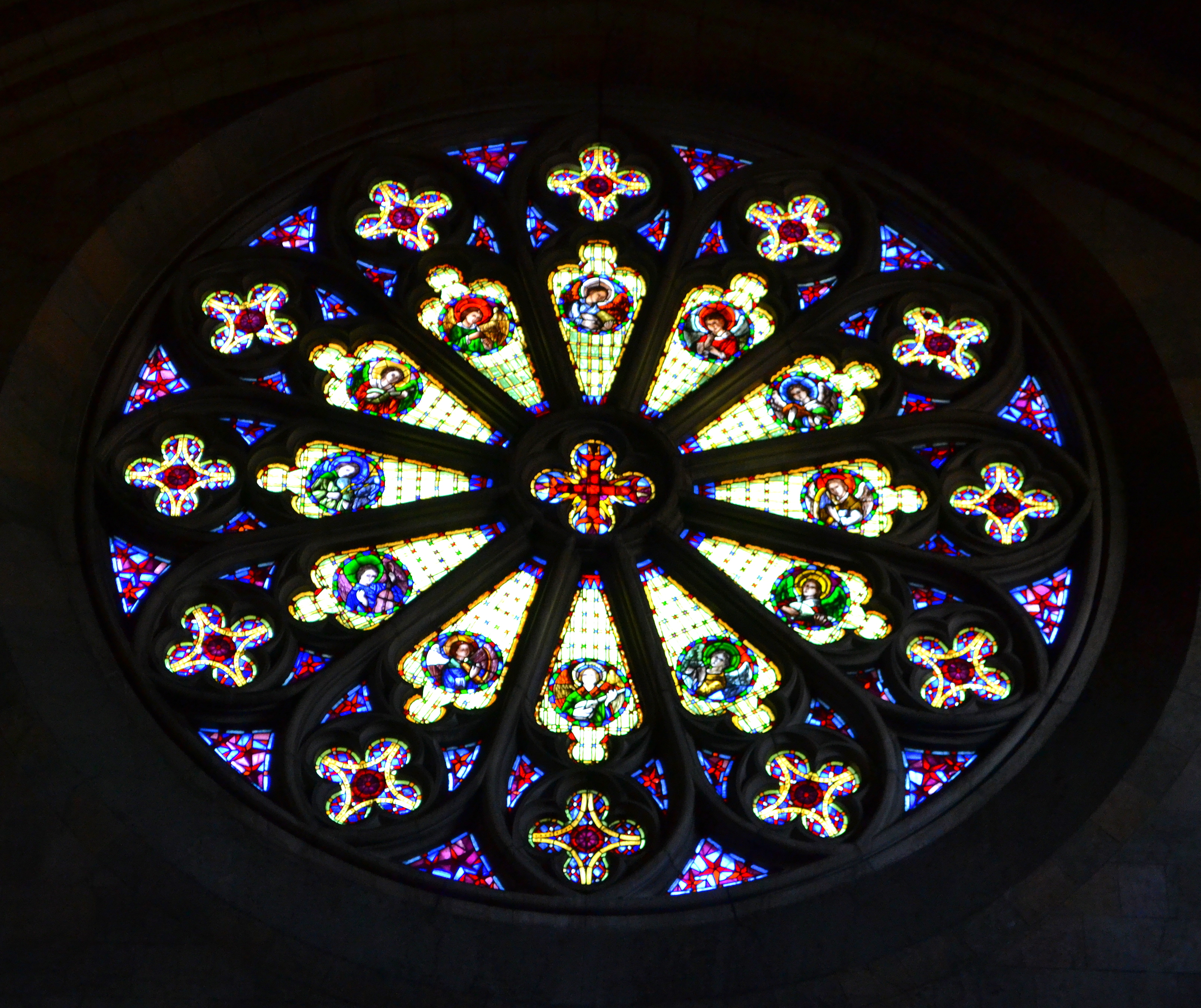
Rosassa

### Cripta
A la cripta hi ha un enterrament del 1916. És un grup escultòric de marbre blanc realitzat per Josep Llimona i Bruguera, format per Crist mort, jacent sobre un llit i tapat per Sant Josep d'Arimatea amb un llençol, amb Nicodem al darrere. Als peu hi ha Maria Magdalena, a la capçalera la Verge Maria amb Sant Joan i en primer terme Maria Salomé. És una obra figurativa realista estilitzada, pròpia de l'estètica modernista. Va ser costejada pel bisbe Torras i Bages, tal com ho indica una inscripció.
A la cripta hi ha claus de volta del segle xvi i dues claus de volta de contorn rodó. Una presenta el tema de la Resurrecció, amb el Crist triomfant, sobre la tomba, amb una creu a una mà i l'altra alçada, un drap que li cobreix parcialment el cos, subjectat amb una sivella i una orla cruciforme al cap. Dos soldats, vestits amb armadura, un a cada banda, estan en actitud de caure enrere. L'altra presenta el tema de la Pietat, on la Verge, amb túnica i les cames excessivament llargues, porta el Crist a la falda i té una cama sobre l'altra i el braç caigut cap a l'esquena.
A la cripta hi ha l'Altar de Sant Fèlix, del segle xx. És un altar de marbre blanc format per la figura de Sant Fèlix vestit de sacerdot, amb les mans plegades sobre el pit, disposat sobre un pedestal amb relleus en forma de palma del martiri, una destral i una corona de roses i ornamentat amb garlandes de roses i fulles de llorer. Als peus hi ha les figures de dos àngels vestits amb túniques que es recolzen al pedestal en actitud de plorar i les ales desplegades al voltant.

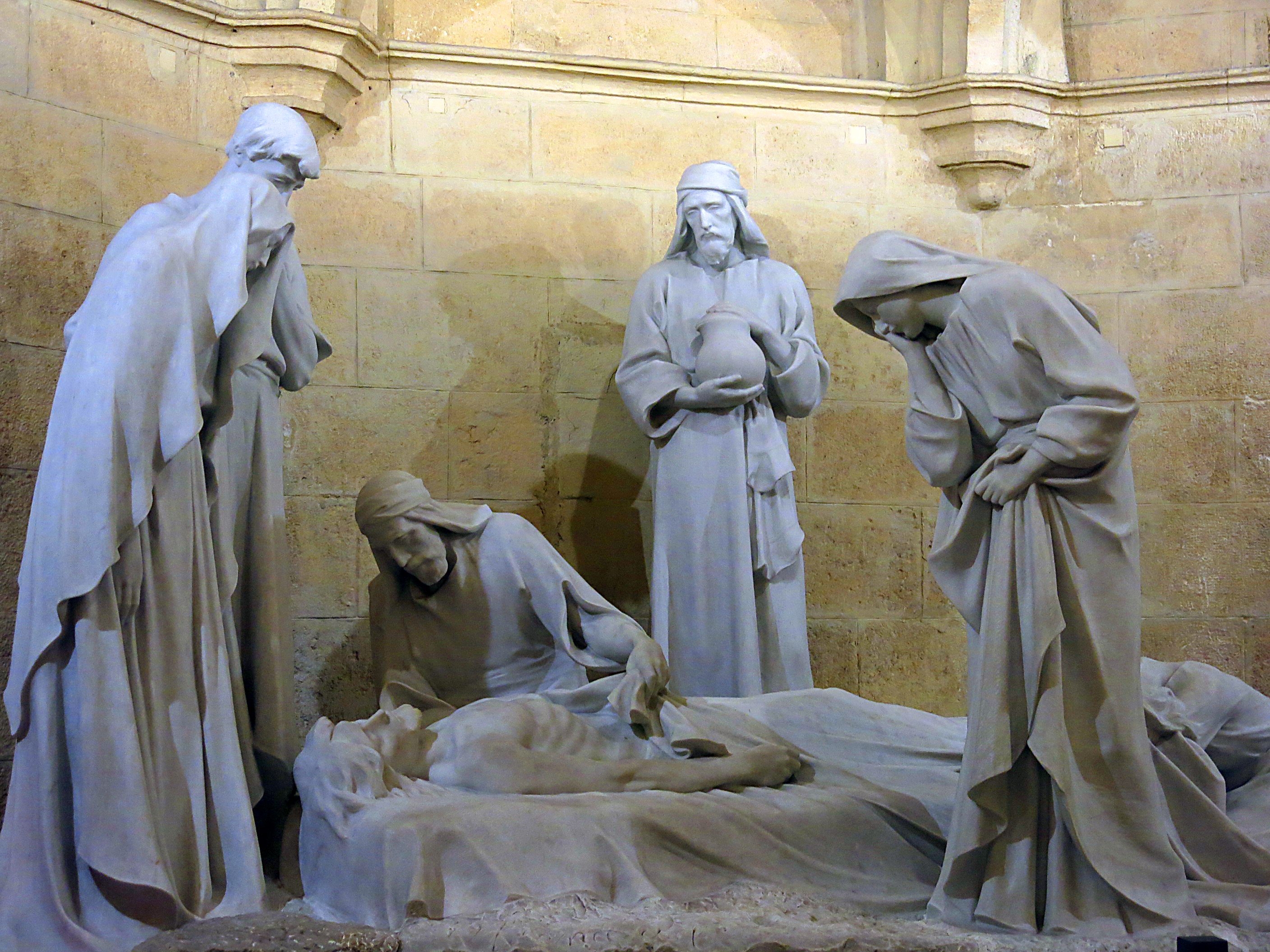
L'enterrament de Crist, de Josep Llimona
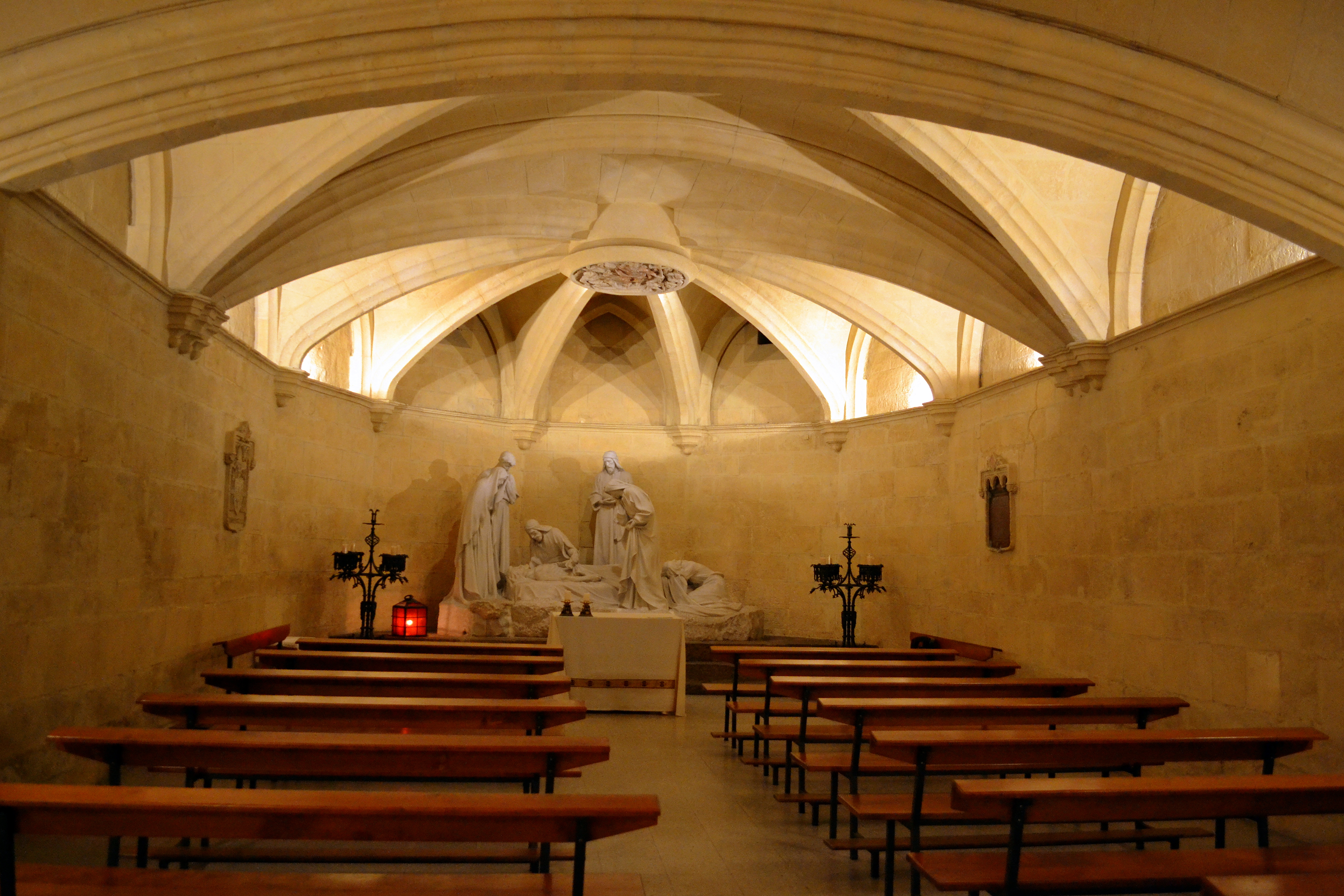
La cripta, amb el grup escultòric de Llimona
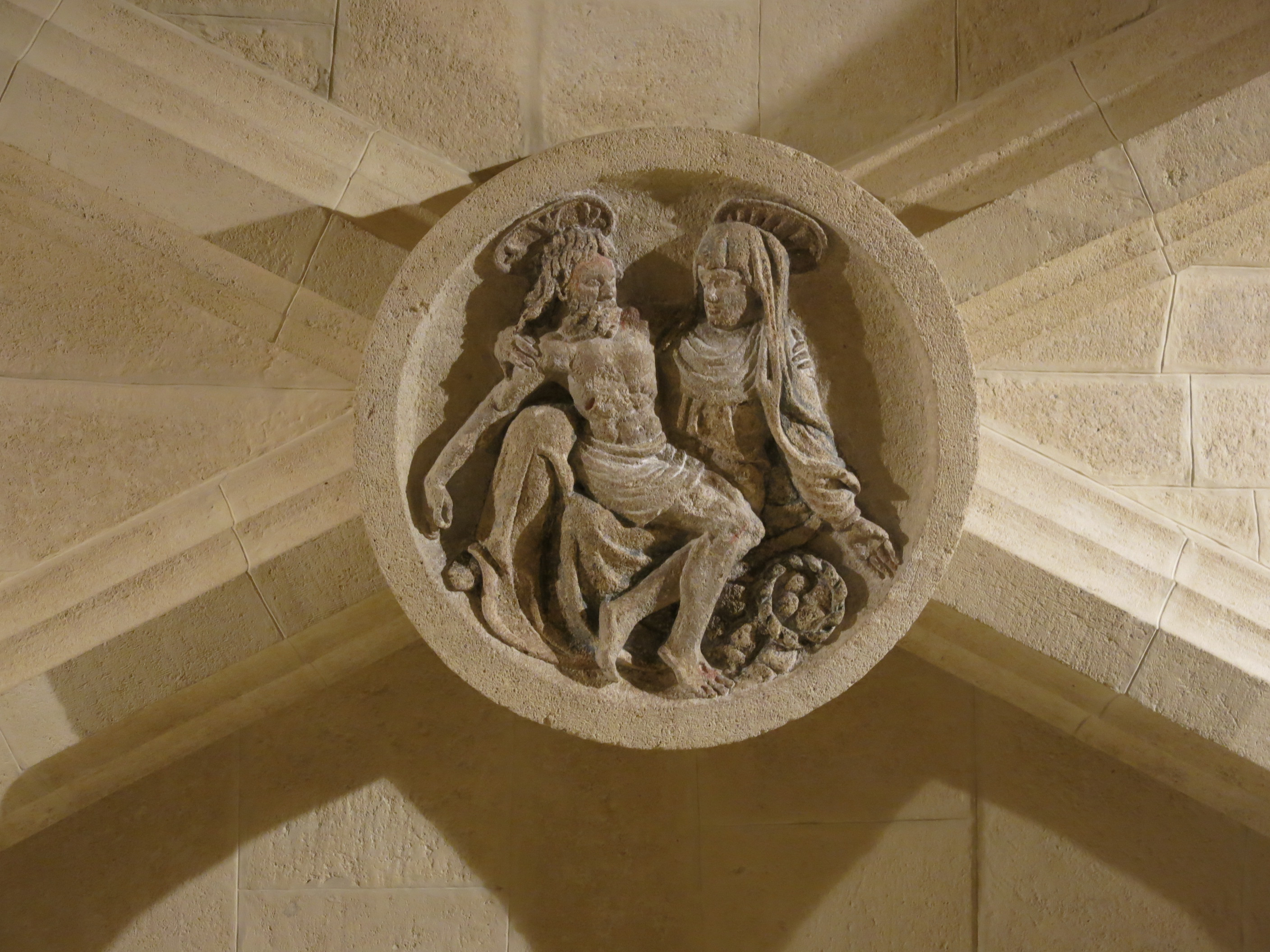
Cripta, clau de volta de la Pietat
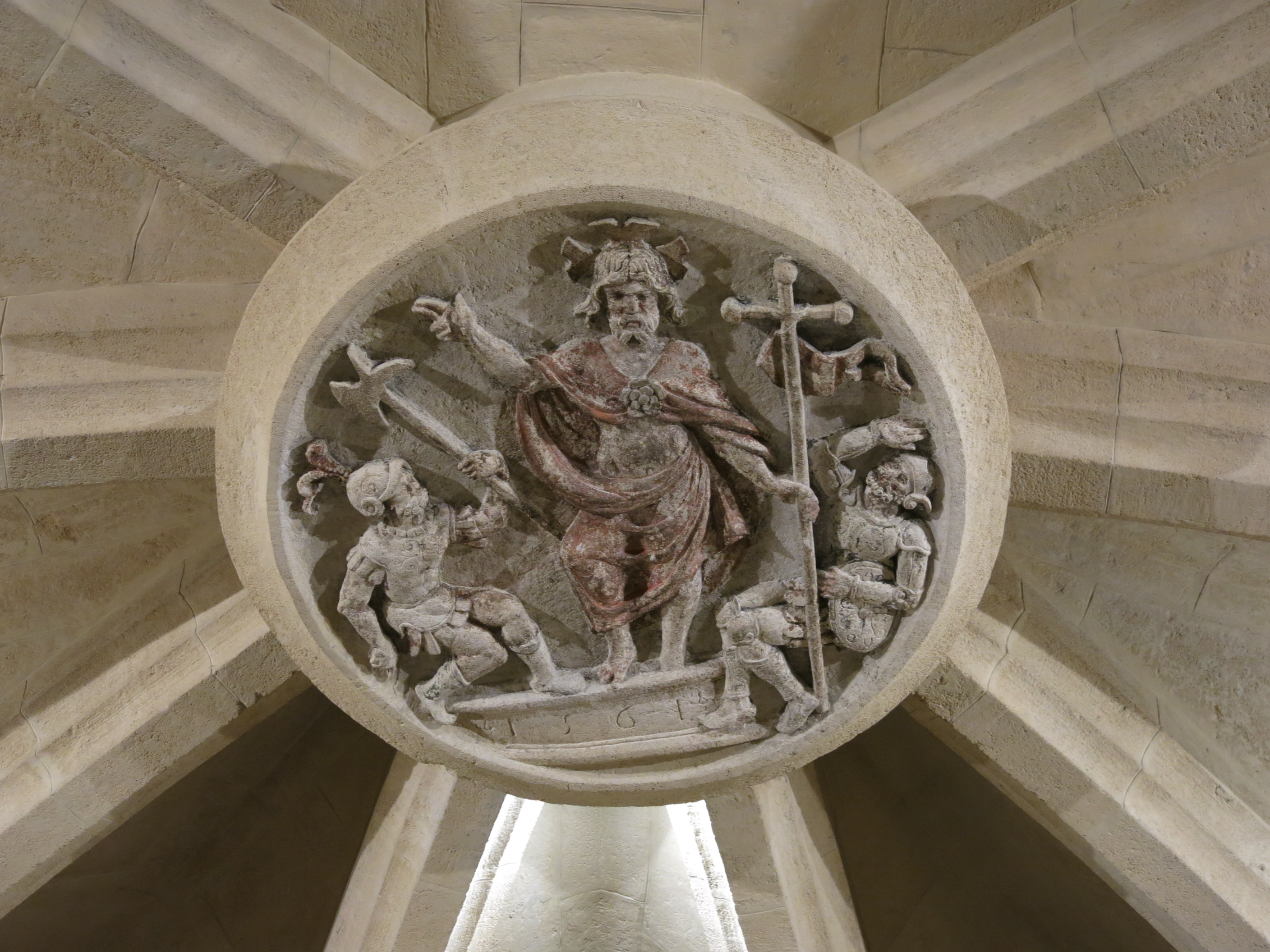
Cripta, clau de volta de la Resurrecció
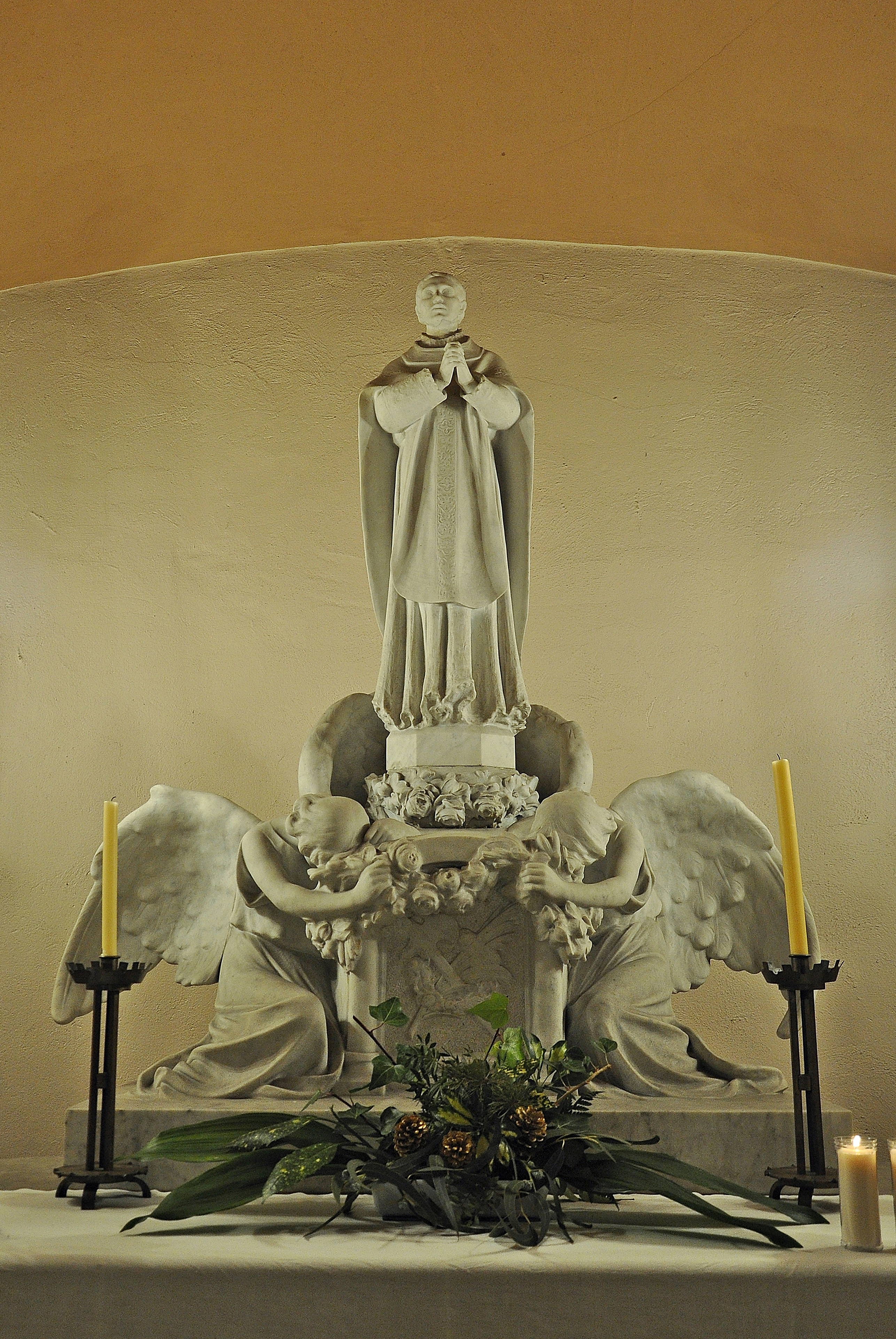
Cripta, altar de Sant Fèlix
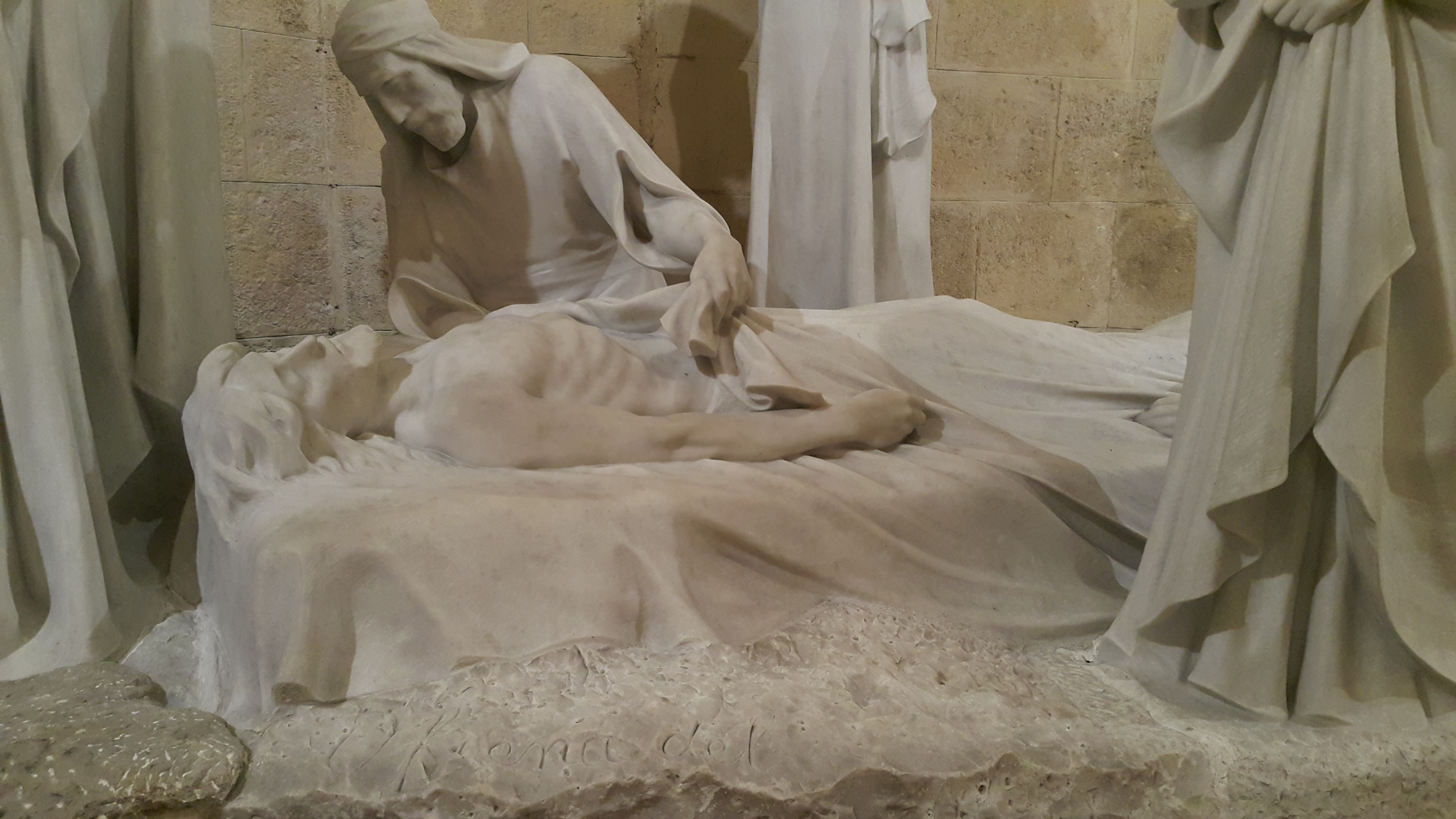
L'enterrament de Crist, detall

### Pintura i escultura
A la porta de Santa Maria hi ha pintures del segle xiv. Són restes de pintures policromes disposades al centre de l'arquivolta exterior i la paret lateral superior de la porta de Santa Maria. Està representada la Crucifixió, amb la figura de la Verge i el sol a la dreta i Sant Joan i la lluna a l'esquerra i personatges amb orla sota arcades. Figures estilitzades i sinuoses pròpies del gòtic. Van ser trobades l'any 1973 i estan en greu perill de degradació irreversible.
També hi ha una estàtua de Santa Llúcia de fusta policromada. Mostra una figura femenina jovenívola dreta, vestida amb túnica i mantell, amb el cap i el cos lleugerament arquejats cap a costats contraris i amb una cama que suporta el pes i l'altra un xic avançada i recolzada. Porta orla i trenes i a una mà la palma del martiri i a l'altra un plat amb els ulls.
El retaule de Sant Ramon de Penyafort fou realitzat per Rafael Solanic i Balius al segle xx. Està format per una escultura exempta central de Sant Ramon de Penyafort envoltada de panells de bronze repujat amb escenes de la vida del Sant i emmarcats per muntants i llindes de fusta i marbre sense motllurar. L'estàtua és de fusta policromada i representa el Sant vestit de frare amb les mans sobre el pit portant un llibre. Del cinturó li penja una clau i als peus hi té una tiara. Als repujats hi ha una principal valoració del volum i de l'espai mitjançant la introducció d'elements arquitectònics.

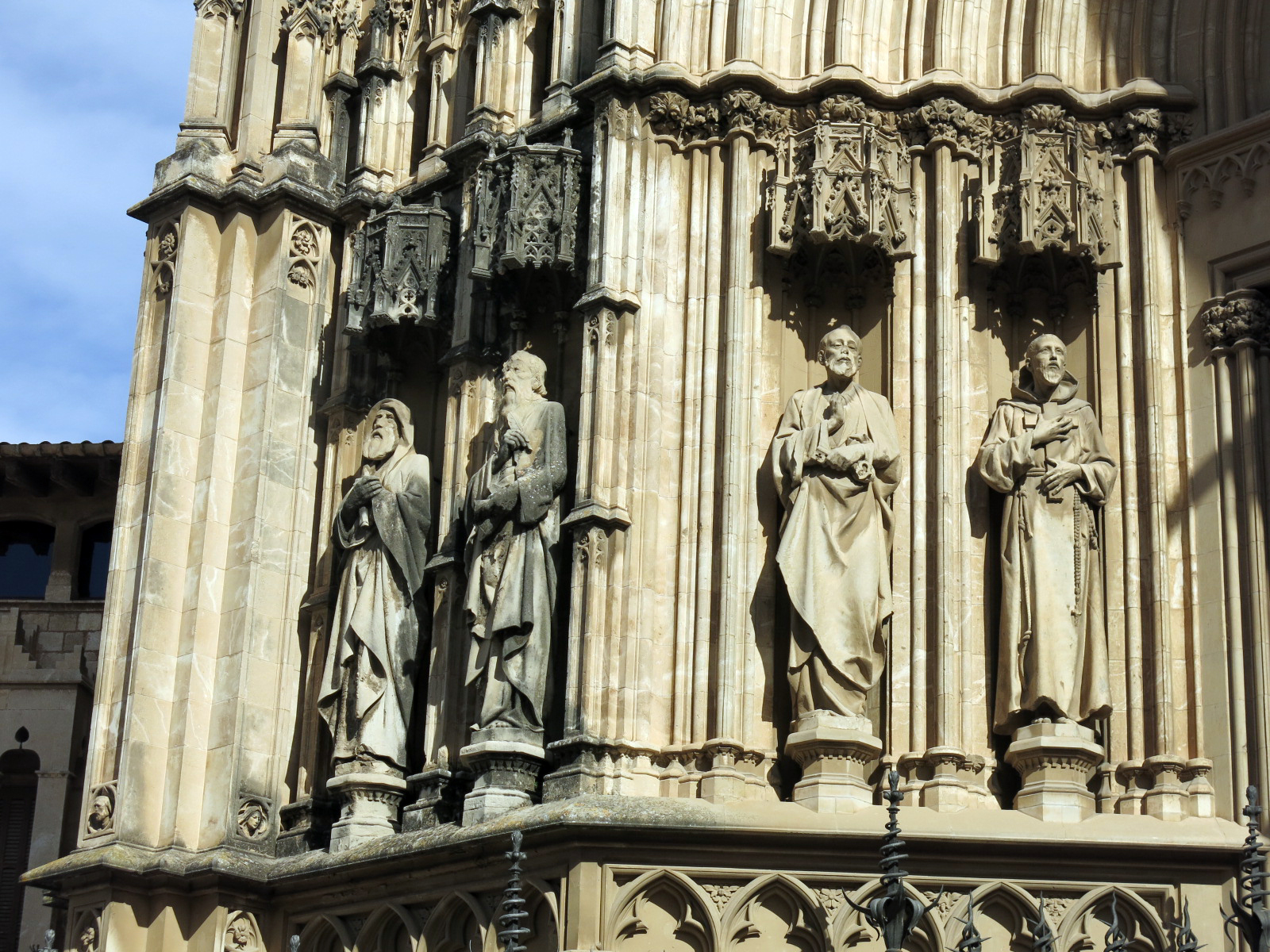
Escultures del brancal nord del portal principal
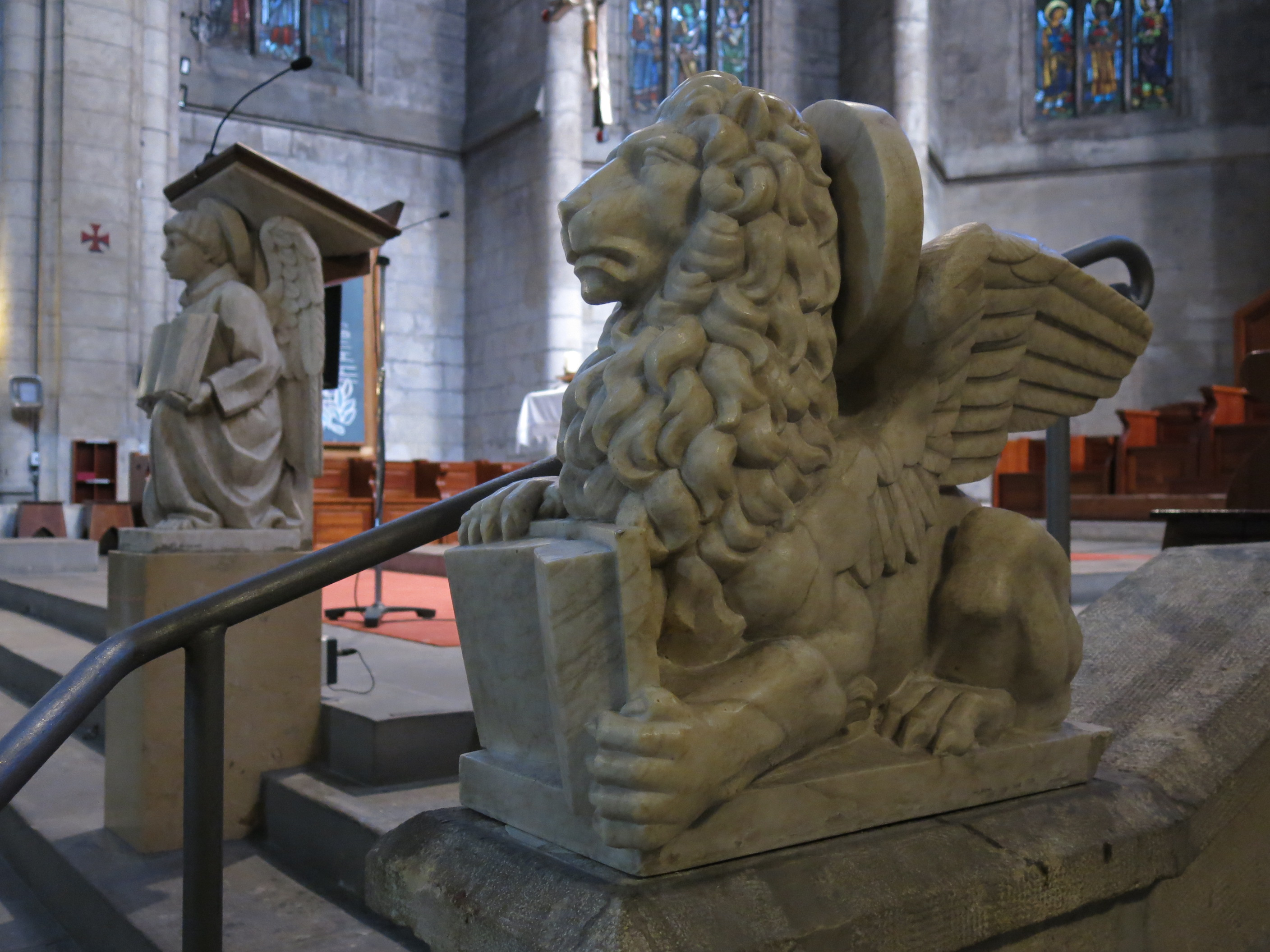
Sant Marc i Sant Mateu, escultures del Tetramorf, al presbiteri
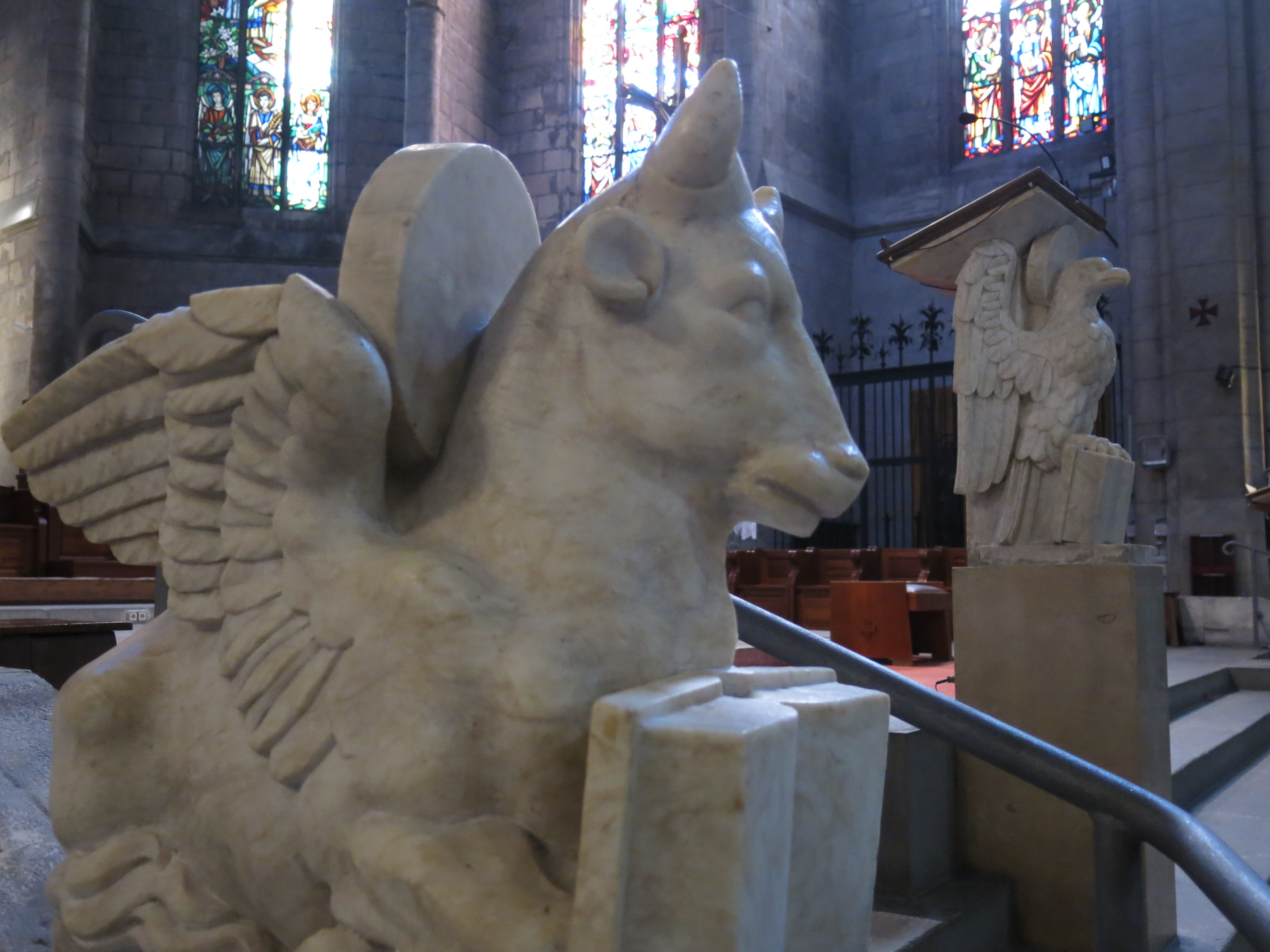
Sant Lluc i Sant Joan, escultures del Tetramorf, al presbiteri
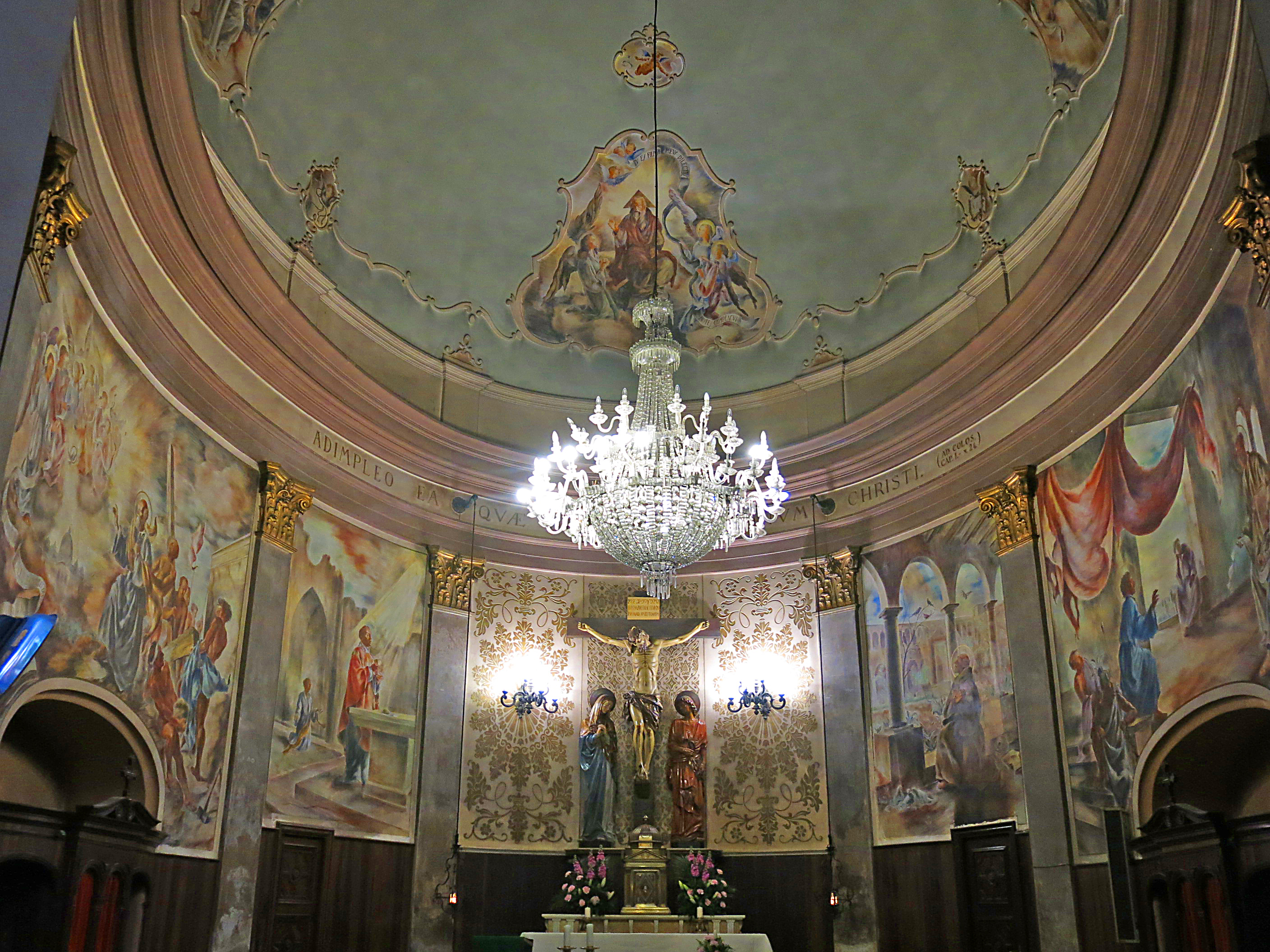
Pintures murals de la capella del Santíssim

### Les campanes
L'afilat campanar de la Basílica de Santa Maria compta amb set campanes distribuïdes en dos nivells: a la sala de campanes principal hi ha quatre campanes noves destinades a l'ús litúrgic. A la cambra superior hi ha les tres campanes del rellotge.
Les campanes litúrgiques varen ser foses a Olot (Girona) el 1939 per Hijo de Esteban Barberí. La campana petita de nom "Eloisia" es va esquerdar i el 1996 es va substituït per la Montserrat, la campana menor actual.
Les campanes horàries són antigues i de diferents orígens i cronologies.
| Nom                                  | Fonedor                                          | Any  | Boca (cm) | Massa (kg) |
| ------------------------------------ | ------------------------------------------------ | ---- | --------- | ---------- |
| Montserrat                           | Paccard (França)                                 | 1996 | 56        | 100        |
| Josefa                               | Hijo de Esteban Barberí (Olot, Girona)           | 1939 | 73        | 200        |
| Miquela dels Sants                   | Hijo de Esteban Barberí (Olot, Girona)           | 1939 | 94        | 500        |
| Assumpta                             | Hijo de Esteban Barberí (Olot, Girona)           | 1939 | 121       | 1000       |
| Campana dels Quarts petita           | Fundició Berenguer Miquel (Anoia)                | XVI  | 52        | 80         |
| Campana dels Quarts gran             | Guitart (Vilafranca del Penedès, Barcelona)      | 1929 | 63        | 140        |
| Campana de les Hores, Santa Raimunda | Joseph Vidal (Vilafranca del Penedès, Barcelona) | 1801 | 103       | 800        |

### Altres elements
L'orgue data del 1942. És una composició arquitectònica de fusta, ordenada en tres pisos mitjançant arcs de mig punt i rebaixats i motllures entre ells. Té un frontó triangular i petits pinacles al coronament. Mènsules i estípits a la part inferior, en forma de balcó amb façana de polígons motllurats. Aquesta estructura està reomplerta amb tubs metàl·lics on sovint s'hi afegeixen ornaments de fusta calada de temàtica vegetal.
Les reixes interiors de les capelles laterals tenen les portes formades per barrots que s'uneixen al capdamunt, creant arcs simples, dobles o triples, conopials o rebaixats, a vegades superposats i alguns polilobulats. Les reixes acaben formant uns arcs apuntats entre els barrots i una cornisa de fullatges gòtics de fulles d'acant estilitzades, rosetes i trèvols esquematitzats per sobre de la qual s'aixeca un coronament de punxes que alternen els temes següents: atzavara de punxes i flors, magrana de punxes i flors i espiral de punxes.
A la capella de Sant Josep va estar situat el panteó on reposaven els difunts de la Casa d'Álvarez-Cuevas, família noble de Vilafranca.

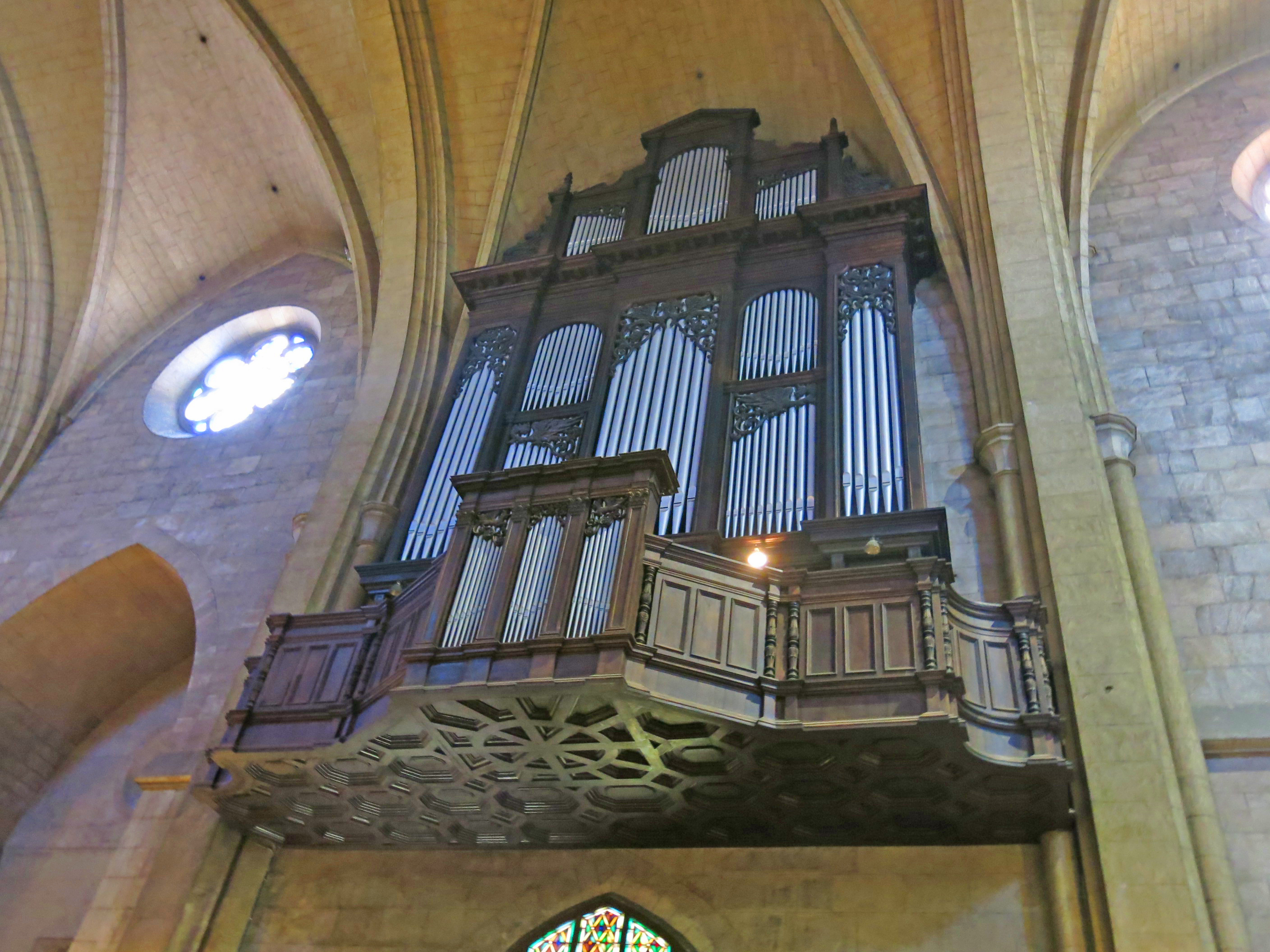
L'orgue
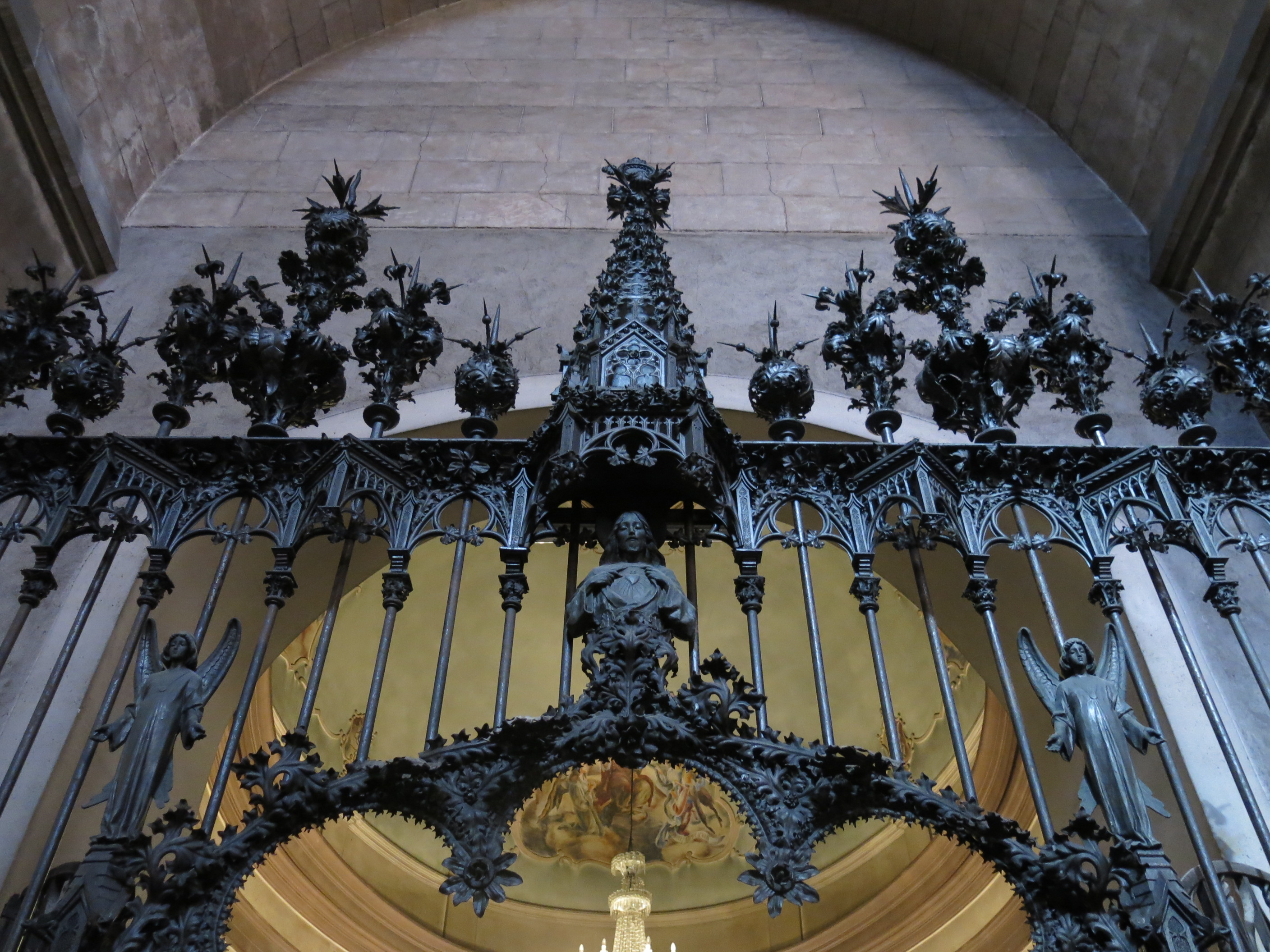
Reixa de ferro forjat de la capella del Santíssim

## Història

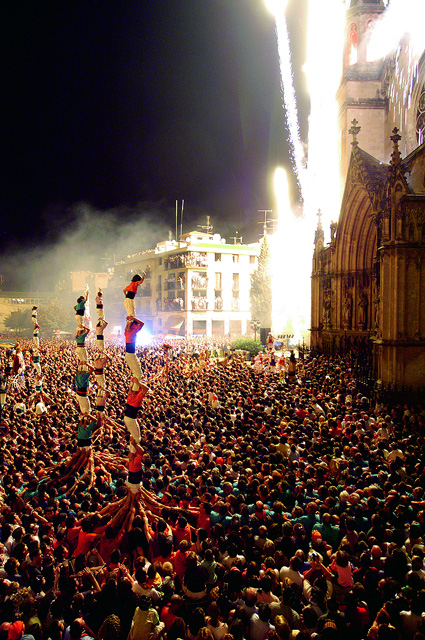
Entrada de Sant Fèlix, davant la basílica, durant la Festa Major de Vilafranca

Vilafranca va experimentar un gran desenvolupament econòmic, social i de poder eclesiàstic durant el segle xiii, època que es decideix una nova construcció de l'església de Santa Maria, sobre les restes d'altra anterior del segle xii, documentada concretament el 1188 en el regnat d'Alfons I. Els gremis i confraries van ser els que més van aportar per a la seva realització. L'edifici actual és del segle xv (consagració del 1489) i la cripta del segle xvi (1561). Entre els segles xviii i xix van tenir lloc obres importants, com la reforma de la volta, ensorrada el 1735, la del campanar (1775, 1860, 1919) i la construcció de la Capella Santíssim, el 1809. A inicis del segle xx, la façana principal renaixentista va ser substituïda per la neogòtica. La reforma es dugué a terme entre 1903 i 1905 segons projecte d'August Font i sota la direcció de Santiago Güell, per finalitzar la façana en el seu estil gòtic original, obra que va finalitzar l'agost de 1905, donant-li l'aspecte que es pot veure actualment, amb els dos campanars. El papa Benet XV l'any 1920 la va elevar a la categoria de basílica menor. El 1934 s'incendià i, de manera immediata, s'emprengué la reconstrucció sota la direcció de Jeroni Martorell. El 1935 la Generalitat la declarà Monument Historicoartístic.
Amb les ventades de començaments del 2009 es van desprendre uns fragments de pedres dels campanars de la façana principal. Això va comportar una revisió de l'estructura, que es va fer extensiva a tot l'edifici, i que va posar de manifest importants deficiències a tota la construcció. A partir d'aquí, a finals d'any es va formar la Comissió que porta endavant el projecte Santa Maria 2020, que mitjançant diferents fases ha de rehabilitar tota l'església i preservar-la pel futur, com unes de les peces més destacades del patrimoni arquitectònic de Vilafranca del Penedès. La primera fase consisteix en la reparació de la façana principal, amb els dos campanars i la creu. Les obres van iniciar-se al juliol del 2010 i van finalitzar el 16 de desembre de 2010. Entre els anys 2015 i 2017 es va restaurar la façana sud, i tots els interessats poden apadrinar una pedra i fer aportacions econòmiques per participar en les obres de restauració i reparació de l'edifici. Per conèixer la història de l'edifici s'organitzen visites comentades periòdicament, tan a l'església com al campanar.